# Elfi Zuber
Elfi Zuber (* 26. Mai 1931 in Weipert, Tschechoslowakei; † 27. September 2023 in Gröbenzell; geboren als Elfi Schmiedl) war eine Stadtführerin in München. Für ihr langjähriges Engagement erhielt sie mehrere Auszeichnungen.

## Leben
1949 lernte Elfi Zuber den Holzkaufmann Walter Zuber kennen, den sie 1953 heiratete und mit dem sie 1958 eine gemeinsame Tochter bekam. Zuber gründete im Jahr 1973 das Institut Bavaricum, das Stadtführungen anbietet und auch Stadtführer ausbildet. Weiterhin existierte seit 1974 ein Förderverein für das Institut unter dem Titel „Förderclub Bavaricum“ (vorher „Club Bavaricum“), der die Arbeit des Instituts unterstützte und rund 1300 Mitglieder hatte. Der Förderclub Bavaricum e. V. erlosch Ende 2013 und musste laut Vereinssatzung 2013 seine Tätigkeit ruhen lassen.
Das Institut Bavaricum publizierte mehrere Bücher über Münchener Lokalgeschichte. Das Institut war in der Münchner Straße Tal im Zentrum ansässig. Im Jahre 2013 mussten die Unterrichtsräume im Tal wegen Mieterhöhung aufgelassen werden. Elfi Zuber machte jedoch von Gröbenzell bei München wieder weiter und bot ein neues Programm.

## Ehrungen und Auszeichnungen
- 1983 Medaille München leuchtet in Silber
- 1999 Bundesverdienstkreuz

## Veröffentlichungen (Auswahl)
- Die tragische Geschichte der Kaufmannsfamilie Kalter: Das Stammhaus steht im Tal, das von der Knute des Naziregimes gegeißelte Schicksal steht beispielhaft für viele jüdische Mitbürger, in: Süddeutsche Zeitung, 30. April 1997, S. 14
- Der Alte Nördliche Friedhof, Ein Kapitel Münchner Kulturgeschichte, 1983
- Geschichte des Hauses Theatinerstraße 38, Ein Kapitel Münchner Kulturgeschichte, 1995
- Die Münchner Maximillianstraße, Umfeld, Planung, Bauten, Bewohner, 1996
- München Historischer Stadtbummel, 2001
- Das Haus Bayern, Die Wittelsbacher in Vergangenheit und Gegenwart, 2007